# Italia Conti
Italia Emily Stella Conti (1873-8 de febrero de 1946) fue una actriz y profesora de teatro fundadora de la Academia Italia Conti de Artes Teatrales en Londres. En 1908 participó en la fundación del grupo sufragista Actresses' Franchise League.

## Biografía
Italia Conti nació en Londres en 1873, hija de Luigi Conti, cantante de ópera y miembro de la expedición Garibaldi's Mille. Su esposa, la madre de Italia fue Emily Mary Castle (1843-1914). La familia se mudó a Brighton. Luigi Conti murió en 1917 en Brookwood Asylum. Italia se educó en Haywards Heath y en la Academia Kensington.
Conti le escribió a Ellen Terry, quien organizó cursos de actuación para ella. Su debut como actriz fue una pequeña intervención en The Last Word en el Lyceum Theatre de Londres.
Conti ayudó a formarse sin cobrar a una joven Gertrude Lawrence (la familia de Gertrude no pudo pagar) y comenzar en el teatro. En 1908, la madre de Gertrude Lawrence, Alice, estaba trabajando por un dinero extra en el coro en el Teatro Brixton, cuando escuchó sobre Conti, que enseñaba danza, locución y actuación. Gertrude hizo una audición para Conti, quien decidió que Gertrude, de 10 años, tenía el talento suficiente para garantizarle lecciones gratuitas. Lawrence más tarde se unió a Where the Rainbow Ends, en el que estaba trabajando Conti. La formación de Conti también la llevaría a la aparición de Lawrence en The Miracle, de Max Reinhardt, en Londres y Fifinella, dirigida por Basil Dean, para el Liverpool Repertory Theatre (ahora Liverpool Playhouse). 
Charles Hawtrey le había pedido a Italia Conti que diera clases a los niños para actuar en Where the Rainbow Ends. Ello le llevó a la fundación de la escuela de teatro de Conti, la Academia de Artes Teatrales Italia Conti. En 1925, la academia se mudó a Lamb's Conduit Street. Los bombardeos en mayo de 1940 destruyeron el edificio y Conti enfrentó una grave pérdida financiera. Sin embargo, la escuela se recuperó en el Tavistock Little Theatre en Bloomsbury.
La alumna de Conti, Gertrude Lawrence, se convirtió en una gran estrella del teatro. 
Italia Conti murió en Evelyn Cottage, Southbourne, Bournemouth, el 8 de febrero de 1946. Su escuela sobrevivió hasta el siglo XXI.